# 贝特丽丝·韦伯
贝特丽丝·韦伯（英語： 1858年1月22日—1943年4月30日））英国社会学家、经济学家、社会主义者、劳工历史学家和社会改革家。她创造了“集体协商”一词。 她是伦敦经济学院的创始人之一，曾参与建立费边社。父亲曾担任大西部铁路董事长。丈夫是第一代帕斯菲尔德男爵悉尼·韦伯。